# 2374 Vladvysotskij
A 2374 Vladvysotskij (ideiglenes jelöléssel 1974 QE1) a Naprendszer kisbolygóövében található aszteroida. Ljudmila Zsuravljova fedezte fel 1974. augusztus 22-én.